# Surinaamse parlementsverkiezingen 2020/Kandidatenlijst/DA'91
Dit is de lijst van kandidaten voor de Surinaamse parlementsverkiezingen in 2020 van DA '91. De verkiezingen vonden plaats op 25 mei 2020. De landelijke partijleider is Angelic del Castilho.
De onderstaande deelnemers kandideren op grond van het districten-evenredigheidsstelsel voor een zetel in De Nationale Assemblée. Elk district heeft een eigen lijsttrekker. Los van deze lijst vinden tegelijkertijd de verkiezingen van de ressortraden plaats. Daarvoor geldt het personenmeerderheidsstelsel. De kandidaten voor de ressortraden staan hieronder niet genoemd.

## Lijsten
Hieronder volgen de kandidatenlijsten op alfabetische volgorde per district.

### Commewijne
1. Melinda Bouguenon
2. Stephani Singh

### Nickerie
1. Wiedjawatie Badrie
2. Mohamed  Laloe
3. Sergio  Morsen
4. Sabira Sherali
5. Rajenderkoemar Somai

### Para
1. Echo Roos
2. Christel Koningsverdraag

### Paramaribo
1. Angelic del Castilho
2. Iris Nazir
3. Claudette Etnel
4. Subhas Jhauw
5. Monique Daal
6. Iwan Haverkamp
7. Grushenka Rozen
8. Usha Luchmun
9. Iwan Holder
10. Sharine Sedney
11. Romeo Stienstra
12. Delano Ponit
13. Armand Waggelmans
14. Marius Van de L'Isle
15. Raymill Manichand
16. Faried Asraf
17. Sunil Oemrawsingh

### Wanica
1. Guillermo Huisden
2. Antonius Stienstra
3. Judith Tilborg
4. Heinrich Rozen
5. Mohamedjabar Mohamad
6. Rowien Ramsamoedj
7. Dharamlal Chotkan

Kandidaten per partij: A20 · 
ABOP · 
BEP · 
DA'91 · 
DNW · 
DOE · 
HVB · 
NDP · 
NPS · 
PALU · 
PL · 
PRO/APS · 
SDU · 
SPA · 
STREI! · 
VHP · 
VVD
Kandidaten per district: Brokopondo · 
Commewijne · 
Coronie · 
Marowijne · 
Nickerie · 
Para · 
Paramaribo · 
Saramacca · 
Sipaliwini · 
Wanica